# Hydropsyche breviculata
Hydropsyche breviculata är en nattsländeart som beskrevs av Kobayashi 1987. Hydropsyche breviculata ingår i släktet Hydropsyche och familjen ryssjenattsländor. Inga underarter finns listade i Catalogue of Life.